# Кевин Кубемба
Кевин Кубемба (на френски: Kévin Koubemba) (роден на 23 март 1993 в Куломие, Франция) е конгоански футболист с френски паспорт, състезател на ЦСКА (София). Играе на поста централен нападател. Кариерата му започва в Амиен, където играе до 2014 и преминава през всички юношески групи на клуба. През 2014 преминава в Лил, а година по-късно е преотстъпен на Брест. Има записани 28 срещи в Лига 2 и 8 в Лига 1, както и 6 мача за Купата на Франция и Купата на лигата. През лятото преминава в елитния белгийски Синт Тройден ВВ.
От 2014 година Кубемба е национал на Конго и има пет мача за африканската държава.
На 31 януари 2017 г. подписва с ЦСКА (София).
Дебютира за ЦСКА (София) на 18 февруари 2017 г.
На 8 януари 2018 г. Кубемба напуска ЦСКА (София).